# Ciclesonide
Ciclesonide là một glucocorticoid được sử dụng để điều trị hen suyễn và viêm mũi dị ứng. Nó được bán dưới tên biệt dược Alvesco cho bệnh hen suyễn và Omnaris, Omniair, Zetonna và Alvesco  cho bệnh sốt cỏ khô ở Mỹ và Canada.
Tác dụng phụ của thuốc bao gồm đau đầu, chảy máu cam và viêm mũi và cổ họng.
Nó đã được cấp bằng sáng chế vào năm 1990 và được chấp thuận cho sử dụng y tế vào năm 2005. Thuốc đã được Cơ quan Quản lý Thực phẩm và Dược phẩm Hoa Kỳ chấp thuận cho người lớn và trẻ em từ 12 tuổi trở lên vào tháng 10 năm 2006.